# Ronde van België 2023
De 92e editie van de Ronde van België, ook wel Baloise Belgium Tour 2023 genoemd, werd verreden van 14 tot en met 18 juni 2023. De start van de meerdaagse etappekoers vond plaats in Scherpenheuvel-Zichem en de finish was onder het Atomium in Brussel. Mathieu van der Poel werd winnaar van het eindklassement en daarmee de opvolger van de Zwitser Mauro Schmid die de vorige editie had gewonnen.

## Deelnemende ploegen
In totaal namen er 21 ploegen deel aan de Ronde van België 2023, waaronder 7 UCI WorldTeams.
| 7 WorldTeams             | 10 ProTeams                 | 4 Continentale ploegen     |
| ------------------------ | --------------------------- | -------------------------- |
| Alpecin-Deceuninck       | Bingoal WB                  | Pauwels Sauzen-Bingoal     |
| Astana Qazaqstan Team    | Bolton Equities Black Spoke | VolkerWessels Cycling Team |
| BORA-hansgrohe           | Team Flanders-Baloise       | Tarteletto-Isorex          |
| Intermarché-Circus-Wanty | Israel-Premier Tech         | Materiel-Velo.com          |
| Soudal Quick-Step        | Uno-X Pro Cycling Team      |                            |
| Team DSM                 | Lotto-Dstny                 |                            |
| Trek-Segafredo           | Human Powered Health        |                            |
|                          | Team Corratec-Selle Italia  |                            |
|                          | Team Novo Nordisk           |                            |
|                          | EOLO-Kometa                 |                            |

## Etappe-overzicht
| Etappe | Datum   | Startplaats           | Finishplaats          | Type rit            | Afstand  | Ritwinnaar           | Klassementsleider    |
| ------ | ------- | --------------------- | --------------------- | ------------------- | -------- | -------------------- | -------------------- |
| 1.     | 14 juni | Scherpenheuvel-Zichem | Scherpenheuvel-Zichem | Heuvelrit           | 164,9 km | Jasper Philipsen     | Jasper Philipsen     |
| 2.     | 15 juni | Merelbeke             | Knokke-Heist          | Vlakke rit          | 175,7 km | Fabio Jakobsen       | Fabio Jakobsen       |
| 3.     | 16 juni | ITT Beveren           | ITT Beveren           | Individuele tijdrit | 15,2 km  | Søren Wærenskjold    | Mathieu van der Poel |
| 4.     | 17 juni | Durbuy                | Durbuy                | Heuvelrit           | 172,6 km | Mathieu van der Poel | Mathieu van der Poel |
| 5.     | 18 juni | Brussel               | Brussel               | Vlakke rit          | 194,8 km | Fabio Jakobsen       | Mathieu van der Poel |

## Eindklassementen

### Algemeen klassement
| Plaats      | Naam                 | Ploeg                  | Tijd      |
| ----------- | -------------------- | ---------------------- | --------- |
| Paarse trui | Mathieu van der Poel | Alpecin-Deceuninck     | 16u09'30" |
| 2           | Søren Wærenskjold    | Uno-X Pro Cycling Team | +00' 40"  |
| 3           | Casper Pedersen      | Soudal-Quick Step      | +00' 53"  |
| 4           | Yves Lampaert        | Soudal-Quick Step      | +00' 59"  |
| 5           | Jasper Stuyven       | Trek-Segafredo         | +01' 10"  |
| 6           | Jasper De Buyst      | Lotto-Dstny            | +01' 17"  |
| 7           | Florian Vermeersch   | Lotto-Dstny            | +01' 25"  |
| 8           | Ben Hermans          | Israel-Premier Tech    | +01' 35"  |
| 9           | Mathias Vacek        | Trek-Segafredo         | +01' 44"  |
| 10          | Toms Skujiņš         | Trek-Segafredo         | +01' 46"  |

### Puntenklassement
| Plaats    | Naam                 | Ploeg                  | Punten |
| --------- | -------------------- | ---------------------- | ------ |
| Rode trui | Mathieu van der Poel | Alpecin-Deceuninck     | 94     |
| 2         | Fabio Jakobsen       | Soudal-Quick Step      | 85     |
| 3         | Søren Wærenskjold    | Uno-X Pro Cycling Team | 56     |

### Jongerenklassement
| Plaats     | Naam          | Ploeg                       | Tijd      |
| ---------- | ------------- | --------------------------- | --------- |
| Witte trui | Mathias Vacek | Trek-Segafredo              | 16u11'14" |
| 2          | Hugo Page     | Intermarché-Circus-Wanty    | +1' 50"   |
| 3          | Logan Currie  | Bolton Equities Black Spoke | +13' 51"  |

### Ploegenklassement
| Plaats | Ploeg                  | Tijd      |
| ------ | ---------------------- | --------- |
|        | Trek-Segafredo         | 48u32'42" |
| 2      | Soudal-Quick Step      | +00' 35"  |
| 3      | Uno-X Pro Cycling Team | +01' 54"  |

Mannen:
1908 · 1909 · 1910 · 1911 · 1912 · 1913 · 1914 · 1915-1918 · 1920 · 1921 · 1922 · 1923 · 1924 · 1925 · 1926 · 1927 · 1928 · 1929 · 1930 · 1931 · 1932 · 1933 · 1934 · 1935 · 1936 · 1937 · 1938 · 1939 · 1940-1944 · 1945 · 1946 · 1947 · 1948 · 1949 · 1950 · 1951 · 1952 · 1953 · 1954 · 1955 · 1956 · 1957 · 1958 · 1959 · 1960 · 1961 · 1962 · 1963 · 1964 · 1965 · 1966 · 1967 · 1968 · 1969 · 1970 · 1971 · 1972 · 1973 · 1974 · 1975 · 1976 · 1977 · 1978 · 1979 · 1980 · 1981 · 1982-1983 · 1984 · 1985 · 1986 · 1987 · 1988 · 1989 · 1990 · 1991-2001 · 2002 · 2003 · 2004 · 2005 · 2006 · 2007 · 2008 · 2009 · 2010 · 2011 · 2012 · 2013 · 2014 · 2015 · 2016 · 2017 · 2018 · 2019 · 2020 · 2021 · 2022 · 2023 · 2024
Vrouwen:
2012 ·
2013 · 2014 · 2015 · 2016 · 2017 · 2018 · 2019 · 2020 · 2021 · 2022 · 2023
Ronde van San Juan ·
Ronde van Valencia ·
Clásica de Almería ·
Ronde van Oman ·
Ronde van de Algarve ·
Ruta del Sol ·
Faun Ardèche Classic ·
La Drôme Classic ·
Kuurne-Brussel-Kuurne ·
Trofeo Laigueglia ·
Milaan-Turijn ·
Nokere Koerse ·
GP Denain ·
Bredene Koksijde Classic ·
GP Industria & Artigianato-Larciano ·
Grote Prijs Miguel Indurain ·
Scheldeprijs ·
Brabantse Pijl ·
Ronde van de Alpen ·
Grote Prijs van Plumelec ·
Tro Bro Léon ·
Ronde van Hongarije ·
Vierdaagse van Duinkerke ·
Boucles de la Mayenne ·
Ronde van Noorwegen ·
Brussels Cycling Classic ·
Dwars door het Hageland ·
Ster ZLM Tour ·
Ronde van België ·
Ronde van Slovenië ·
Ronde van het Qinghaimeer ·
Ronde van Wallonië ·
Ronde van Burgos ·
Ronde van Denemarken ·
Arctic Race of Norway ·
Ronde van Duitsland ·
Maryland Cycling Classic ·
Ronde van Groot-Brittannië ·
Grote Prijs van Fourmies ·
Grote Prijs van Wallonië ·
Coppa Sabatini ·
Super 8 Classic ·
Ronde van het Taihu-meer ·
Ronde van Luxemburg ·
Circuit Franco-Belge ·
Ronde van Langkawi ·
Ronde van Emilia ·
Coppa Bernocchi ·
Ronde van de Drie Valleien ·
Ronde van het Münsterland ·
Ronde van Piemonte ·
Ronde van Hainan ·
Parijs-Tours ·
Ronde van Veneto ·
Japan Cup ·
Veneto Classic